# هنرمند گرسنگی
«هنرمند گرسنگی» (انگلیسی: A Hunger Artist) داستانی کوتاه از فرانتس کافکا است. کافکا این داستان را در بهار سال ۱۹۲۲ نوشت.